# 祖鲸属
祖鯨屬（学名：Patriocetus)，是一种已灭绝的齒鯨，它们生存于渐新世的歐洲。祖鯨第一件化石樣本為1865年於奧地利林茨附近發現的一件P. ehrlichii的部分頭骨，第二件標本為較完整的頭骨，亦發現於林茨，第三件樣本則於1960年發現於哈薩克斯坦西部的曼格斯拉克半島，為接近完整的頭骨，與P. ehrlichii的型態、大小與牙齒數目均不同，被命名為P. kazakhstanicus。